# Война миров (телесериал, 2019)
«Война миров» (англ. War of the Worlds) — научно-фантастический телесериал, совместного производства США, Великобритании и Франции, осовремененная адаптация одноимённого романа Герберта Уэллса. Премьера в Европе состоялась 28 октября 2019 года на Canal+, в России 29 октября 2019 года на канале Fox. Премьера второго сезона из восьми серий состоялась во Франции в мае 2021 года. Война миров была продлена на третий сезон в июле 2021 года, который вышел в эфир в сентябре 2022 года.

## Сюжет
Доктору Катрин Дюран, работающей астрофизиком в обсерватории Института миллиметровой радиоастрономии, расположенной во Французских Альпах, близ Гренобля, удаётся получить радиосигнал из далёкого космоса, свидетельствующий о наличии разумной внеземной жизни. Через несколько дней, после того, как она раскрыла эту информацию миру, население Земли было атаковано инопланетянами и практически всё уничтожено. Оставшиеся в живых, небольшие группы людей, сталкиваются с потерей своих близких и попытаются понять причины и загадки внеземного вторжения.

## В ролях
= Главная роль в сезоне
     = Второстепенная роль в сезоне
     = Гостевая роль в сезоне
     = Не появляется

### Главные роли
| Гэбриэл Бирн        | Билл Уорд                 | 8 | 8 | 8 | 24 |
| Элизабет Макговерн  | Хелен Браун               | 8 | 1 |   | 9  |
| Леа Дрюкер          | Катрин Дюран              | 8 | 8 | 8 | 24 |
| Наташа Литтл        | Сара Грешам               | 8 | 8 |   | 16 |
| Дейзи Эдгар-Джонс   | Эмили Грешам              | 8 | 8 | 1 | 17 |
| Тай Теннант         | Том Грешам                | 8 | 8 | 8 | 24 |
| Стефани Кайар       | Хлоя Дюмон                | 6 | 7 |   | 13 |
| Аарон Хеффернан     | Эш Дэниэл                 | 7 | 3 | 6 | 16 |
| Байо Гбадамоси      | Карим Гат Вич Махар       | 8 | 8 | 8 | 24 |
| Эмили де Прессак    | Софья Дюран               | 4 | 8 | 8 | 20 |
| Адель Беншериф      | полковник Мустафа Мокрани | 8 | 2 | 1 | 11 |
| Стивен Кэмпбелл Мур | Джонатан Грешам           | 8 | 7 |   | 15 |
| Матьё Торлотан      | Саша Дюмон                | 5 | 8 |   | 13 |
| Пол Горостиди       | Натан                     | 7 | 8 | 7 | 22 |
| Перл Чанда          | Зои                       |   | 8 | 8 | 16 |
| Аня Совински        | Адина                     |   | 8 | 6 | 14 |
| Эйми-Ффион Эдвардс  | Ила                       |   | 8 |   | 8  |
| Роберт Эммс         | Мико                      |   | 2 |   | 2  |
| Лео Билл            | Йоким                     |   | 4 |   | 4  |
| Феодор Аткин        | Виктор                    |   | 2 |   | 2  |
| Молли Уиндсор       | Марта                     |   |   | 8 | 8  |
| Лиззи Брошре        | Джульета                  |   |   | 8 | 8  |
| Лукас Хаас          | Ричард                    |   |   | 8 | 8  |
| Всего эпизодов      | Всего эпизодов            | 8 | 8 | 8 | 24 |

- Гэбриэл Бирн — Билл Уорд, учёный, бывший муж Хелен, отец Дэна. В 1-м сезоне пытается наладить отношения с Хелен.
- Элизабет Макговерн — Хелен Браун, бывшая жена Билла, мать Дэна, жена Криса. Погибла в 7-й серии 1-го сезона.
- Леа Дрюкер — Катрин Дюран, учёная, сестра Софьи. Первой зафиксировала сигналы из космоса. Испытывает чувства к полковнику Мокрани.
- Адель Беншериф[фр.] — полковник Мустафа Мокрани, военный. Испытывает чувства к Катрин.
- Эмили де Прессак[фр.] — Софья Дюран, сестра Катрин, наркоманка.
- Наташа Литтл — Сара Грешам, жена Джонатана, мать Эмили и Тома. Готова пойти на всё ради защиты своих детей.
- Дэйзи Эдгар-Джонс — Эмили Грешам, слепая дочь Джонатана и Сары, сестра Тома. На момент вторжения пришельцев к ней возвращается зрение. Испытывает чувства к Кариму. Имеет некую связь с пришельцами.
- Тай Теннант — Том Грешам, сын Джонатана и Сары, брат Эмили.
- Байо Гбадамоси — Карим Гат Вич Махар, беженец. Испытывает чувства к Эмили.
- Стивен Кэмпбелл Мур — Джонатан Грешам, муж Сары, отец Эмили и Тома.
- Стефани Кайар[фр.] — Хлоя Дюмон, мать Саша, сестра Ноя.
- Аарон Хеффернан — Эш Дэниэл, санитар.
- Матьё Торлотан — Саша Дюмон, сын Хлои и Ноя. Имеет некую связь с пришельцами.
- Пол Горостиди — Натан, военный, подчинённый Мокрани.
- Перл Чанда — Зои.
- Аня Совински — Адина, лидер пришельцев.
- Эйми-Ффион Эдвардс — Ила, пришелец.
- Роберт Эммс — Мико, пришелец-отступник, брат Йокима.
- Лео Билл — Йоким, пришелец, брат Мико.
- Феодор Аткин — Виктор.

### Второстепенные роли
| Гийом Гуи           | Ной Дюмон      | 3 |   |   | 3  |
| Майкл Маркус Морган | Дэн Уорд       | 2 | 1 | 2 | 5  |
| Джорджина Рич       | Рэйчел         | 2 |   | 2 | 4  |
| Элиссон Паради      | офицер Клара   | 3 |   |   | 3  |
| Огюстен Рагене      | Алексис        | 3 |   |   | 3  |
| Оливер Зеттерстрём  | Тео            | 2 | 2 |   | 4  |
| Гэбриел Акувудике   | Алекс          |   | 3 |   | 3  |
| Донна Баня          | Скарлет        |   | 3 |   | 3  |
| Том Мазерсдэйл      | Эйтан          |   | 2 |   | 2  |
| Марк Филд           | Доминик        |   | 2 |   | 2  |
| Майкл Балогун       | Майкл          |   | 2 |   | 2  |
| Том Эшли            | Рубен          |   | 7 |   | 7  |
| Питер Генард        | Йоханнес       | 1 | 1 | 7 | 9  |
| Джек Бартон         | Хирам          |   |   | 6 | 6  |
| Люк Мабли           | Скотт          |   |   | 3 | 3  |
| Дейзи Мейвуд        | Грейс          |   |   | 3 | 3  |
| Алекс Хит           | Сэм            |   |   | 4 | 4  |
| Флоренс Белл        | Мэриам         |   |   | 3 | 3  |
| Себ Слейд           | Иден           |   |   | 3 | 3  |
| Всего эпизодов      | Всего эпизодов | 8 | 8 | 8 | 24 |

- Гийом Гуи — Ной Дюмон, брат Хлои, отец Саша. Был убит пришельцами.
- Майкл Маркус Морган — Дэн Уорд, сын Хелен и Билла. Был убит пришельцами.
- Джорджина Рич — Рэйчел, член правительства, начальник Дена. Совершила самоубийство после смерти своих детей.
- Элиссон Паради — офицер Клара, напарница Ноя, беременна. Была убита пришельцами.
- Огюстен Рагене — Алексис, напарник Ноя. Был убит пришельцами.
- Оливер Зеттерстрём — Тео, мальчик, который был спасён Софьей.
- Гэбриел Акувудике — Алекс.
- Донна Баня — Скарлет.
- Том Мазерсдэйл — Эйтан, военный.
- Марк Филд — Доминик, военный.
- Майкл Балогун — Майкл, военный.
- Том Эшли — Рубен, пришелец.

## Список эпизодов
Сезон 1 (2019)
| Эпизод | Режиссёр     | Сценарий       | Дата премьеры   |
| --- | ------------ | -------------- | --------------- |
| 1 | Жиль Кулье   | Ховард Оверман | 28 октября 2019 |
| Астрофизик обсерватории Института миллиметровой радиоастрономии — доктор Катрин Дюран обнаруживает сильный радиосигнал, исходящий из зоны расположения звезды Росс 128, который имеет интеллектуальное происхождение. Через некоторое время множество инопланетных зондов, метеоритным дождём падают вблизи всех крупных населённых пунктов Земли. Вскоре они начинают испускать электромагнитный импульс, в считанные секунды уничтожающий почти всё человечество. В живых остаются только небольшие группы людей, которые в момент атаки находились в помещениях с металлической обшивкой, или глубоко под землёй.                                                                          |              |                |                 |
| 2 | Жиль Кулье   | Ховард Оверман | 28 октября 2019 |
| В Лондоне, Париже и во Французских Альпах, выжившие после атаки пытаются отыскать своих близких, пробираясь через опустевшие улицы, заваленные телами погибших, одновременно задаваясь вопросом о мотивах действий агрессора. В супермаркете Гренобля, Катрин Дюран, полковник Мокрани с группой французских солдат впервые сталкиваются с инопланетными роботами-квадропедами. |              |                |                 |
| 3 | Жиль Кулье   | Ховард Оверман | 4 ноября 2019   |
| Хелен и Билл прибывают в командный центр, где должен был находиться их сын Дэн, но слишком поздно, инопланетные роботы уже успели уничтожить большую часть личного состава бункера. Хелен удаётся вывести из строя одного робота, а Биллу сделать открытие о его природе. Сара, со своими детьми оказывают помощь новорождённым, которых группа выживших укрывает в подвале больницы. У Эмили временно восстанавливается зрение. |              |                |                 |
| 4 | Жиль Кулье   | Ховард Оверман | 4 ноября 2019   |
| Джонотан помогает Хлое добраться до дома, где она находит своего сына Сашу живым, а также встречает своего брата Ноя и его коллег-полицейских. Выясняются некоторые особенности Саши, который случайно подслушивает разговор своей матери с Ноем. Катрин перехватывает сигнал пришельцев и устанавливает его нахождение. Вместе с военными она идёт на источник сигнала и попадает в засаду. Эш и Карим возвращаются в больницу, чтобы спасти младенцев, но не находят их ни живыми, ни мёртвыми — их забрали пришельцы. |              |                |                 |
| 5 | Ричард Кларк | Ховард Оверман | 11 ноября 2019  |
| Возвращаясь из больницы Карим и Эш встречают Билла и Хелен с останками робота. Джонотан покидает Хлою, но обнаружив, что пришельцы близко, возвращается. Ной пытается увести Хлою и Сашу, но погибает из-за действий Саши, озлобленного на него за тайну своего рождения. Катрин и военные находят место крушения корабля пришельцев и нескольких дезориентированных роботов, с которыми военные тут же расправляются. Эмили предлагает Кариму заняться сексом. |              |                |                 |
| 6 | Ричард Кларк | Ховард Оверман | 11 ноября 2019  |
| Сара с детьми, Билл и Хелен покидают свое убежище и перебираются в университет, где работал Билл. Джонотан, Хлоя и Саша находят выведенного из строя робота, Саша касается его и видит Эмили, которую раньше никогда не встречал. Джонотан знает, что Ной погиб из-за Саши, но пока не выдаёт его Хлое. Сара и Хелен решают устроить Тому маленький праздник на его день рождения и идут за подарками. В пути они безуспешно пытаются спасти беременную женщину, которую робот захватил живой, о чём по возвращении рассказывают Биллу, который уже пришёл к выводу, что пришельцы собирают информацию о людях. Катрин и военные вернувшись в обсерваторию, находят там Софью, сестру Катрин. |              |                |                 |
| 7 | Ричард Кларк | Ховард Оверман | 18 ноября 2019  |
| Софья в момент поражения укрылась в заброшенном тоннеле, где спаслась. Выбравшись она находит выжившего мальчика Тео, а позже встречает группу выживших, укрывшихся в подвале горнолыжной базы. Им нужна помощь и Софья с Тео идут в обсерваторию, где встречают Катрин и солдат. Хелен узнает, что Билл идя к ней на помощь случайно убил её мужа и ссорится с ним. Во Франции растет напряжение между Джонотаном и Сашей из-за украденной фотографии. Эмили снова вызывает на контакт пришелец. Она касается его и видит Сашу. Рядом оказывается Хелен и пришелец убивает её. |              |                |                 |
| 8 | Ричард Кларк | Ховард Оверман | 18 ноября 2019  |
| Помирившиеся Хлоя, Саша и Джонотан продолжают путь в Англию. Билл после гибели Хелен теряет интерес к исследованию пришельцев. В Лондоне начинаются боевые действия. Эмили уходит на зов пришельцев в сопровождении Карима. Катрин, Софья и Маркони с трудом спасают выживших на горнолыжной базе, когда Катрин оборачивает сигнал пришельцев против них. Сара и Том бросаются искать Эмили и встречают британских военных. Эмили находит плавающий в Темзе звездолет, на борту которого находит неактивных роботов, похищенных ими младенцев и капсулу, в которой лежит гуманоид с такой же татуировкой на руке как у неё.                                                                   |              |                |                 |